# Vitor Gabriel
Vitor Gabriel Reis Guimarães (ur. 11 marca 2006 w Belo Horizonte) – brazylijski piłkarz występujący na pozycji prawego obrońcy, od 2023 roku zawodnik Atlético Mineiro.